# Parafia św. Michała Archanioła w Głuchowie
Parafia św. Michała Archanioła w Głuchowie – parafia należąca do dekanatu Rawa Mazowiecka diecezji łowickiej. Erygowana w 1338. Mieści się przy ulicy Rawskiej. 
Duszpasterstwo w niej prowadzą księża diecezjalni. Obecnym proboszczem jest ksiądz doktor habilitowany, dawniej wykładowca Katolickiego Uniwersytetu Lubelskiego Jana Pawła II – Robert Bernagiewicz (w parafii oficjalnie od 1 lipca 2014), jego poprzednikiem był ksiądz kanonik Mieczysław Głowacki (w parafii od 1995 do 30 czerwca 2014).
Zachowane księgi metrykalne z parafii Głuchów są zinwentaryzowane w Katalogu Ksiąg Metrykalnych w ramach działań grupy projektpodlasie.  
| Liber Baptisatorum | 1678–1917 |
| Liber Copulatorum  | 1731–1917 |
| Liber Mortuorum    | 1728–1917 |